# Carpathonesticus paraavrigensis
Carpathonesticus paraavrigensis  (лат.) — вид мелких пауков рода Carpathonesticus из семейства пауков-нестицидов (Nesticidae). Румыния.

## Описание
Длина просомы самцов до 2,6 мм (самки крупнее — до 6,2 мм). 
Вид Carpathonesticus paraavrigensis был впервые описан в 1982 году арахнологами Ингмаром Вейссом (Ingmar Weiss; Дрезденский зоологический музей, Германия) и Штефаном Хеймером (Stefan Heimer; Сибиу, Румыния). Таксон C. paraavrigensis включён в состав рода Carpathonesticus Lehtinen & Saaristo, 1980 (вместе с таксонами C. biroi (Kulczynski, 1895), C. mamajevae Marusik, 1987, C. menozzii (Caporiacco, 1934), C. eriashvilii Marusik, 1987, C. galotshkai Evtushenko, 1993, C. hungaricus (Chyzer, 1894), C. borutzkyi (Reimoser, 1930), C. cibiniensis (Weiss, 1981), C. fodinarum  (Kulczynski, 1894) и другими).